# João Vieira (atleta)
João Paulo Garcia Vieira (Portimão, 20 de febrero de 1976) es un deportista portugués que compite en atletismo, especialista en la disciplina de marcha.
Ganó dos medallas en el Campeonato Mundial de Atletismo, plata en 2019 y bronce en 2013, y dos medallas en el Campeonato Europeo de Atletismo, plata en 2010 y bronce en 2006.
Participó en seis Juegos Olímpicos de Verano, entre los años 2000 y 2020, ocupando el quinto lugar en Tokio 2020, en la prueba de 50 km.

## Palmarés internacional
| Campeonato Mundial | Campeonato Mundial  | Campeonato Mundial | Campeonato Mundial |
| Año                | Lugar               | Medalla            | Prueba             |
| ------------------ | ------------------- | ------------------ | ------------------ |
| 2013               | Moscú (Rusia)       | Medalla de bronce  | 20 km marcha       |
| 2019               | Doha (Catar)        | Medalla de plata   | 50 km marcha       |
| Campeonato Europeo |                     |                    |                    |
| Año                | Lugar               | Medalla            | Prueba             |
| 2006               | Gotemburgo (Suecia) | Medalla de bronce  | 20 km marcha       |
| 2010               | Barcelona (España)  | Medalla de plata   | 20 km marcha       |